# 天竺山站

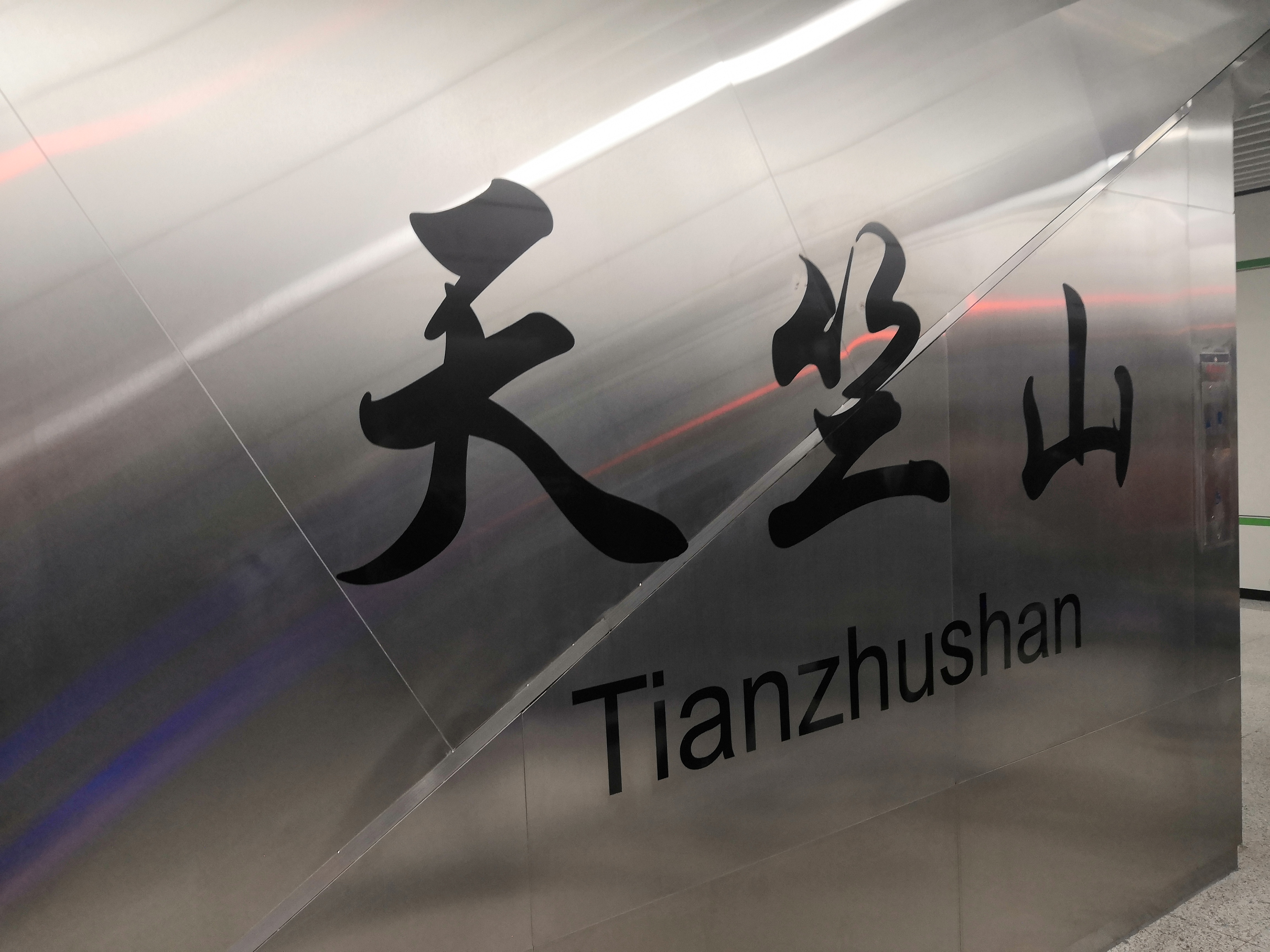
天竺山站站牌

天竺山站（廈門話：/tʰiɛn˧˧ tiɔk̚˥ soã˥˥/）位于中华人民共和国福建省厦门市海沧区，是厦门轨道交通2号线的地铁车站，于2019年12月25日开通运营。